# نمایش تام و جری
نمایش تام و جری (به انگلیسی: The Tom and Jerry Show) یک مجموعه تلویزیونی پویانمایی فلش کمدی آمریکایی است که توسط برادران وارنر انیمیشن و ترنر اینترتینمنت تهیه شده است. این مجموعه بر پایه شخصیت‌های تام و جری و مجموعه‌های کارتونی تئاتری که توسط ویلیام هانا و جوزف باربرا خلق شده است، ساخته شده است. این مجموعه نخستین بار در ۱ مارس ۲۰۱۴ در کانادا از شبکه تله تون پخش شد، و در ۹ آوریل ۲۰۱۴ در ایالات متحده از شبکه کارتون نت‌ورک پخش شد. این مجموعه همچنین از شبکه بومرنگ در ایالات متحده نیز پخش شده است.
از سال ۲۰۱۷، این مجموعه به شبکه بومرنگ در ایالات متحده منتقل شد. فصل چهارم آن در ۱ فوریه ۲۰۲۱، در بومرنگ اس‌وی‌اودی و اپلیکیشن کارتون نت‌ورک منتشر شد. پنجمین و آخرین فصل در ۱ فوریه و ۲ فوریه در اپلیکیشن کارتون نت‌ورک منتشر شد، اما این فصل به طور کامل از برنامه حذف شد و دوباره اضافه نشده است. فصل پنجم نیز در ۱۵ فوریه ۲۰۲۱، از شبکه بومرنگ پخش شد.
در ۷ مارس ۲۰۱۷ اعلام شد که قسمت‌های پخش نشده بر روی سرویس ویدئو هنگام درخواست شبکه بومرنگ منتشر خواهد شد. فصل۴ این سری در ۲۴ ژوئیه ۲۰۱۸ اعلام شد.

## طرح
این سری به دنبال شیطنت‌های تام در محاصره‌اش برای گرفتن جری است.
هر سناریو در هر فصل معرفی، استفاده یا متوقف شد. مجموعه می‌تواند یکی از این سناریوها را دنبال کند:
1. شیطنت‌های معمولی تام و جری در یک محیط شهری مدرن.
2. تام و جری برای دو جادوگر به نام‌های بیتی و هیلدی در یک محیط قرون وسطایی حیوانات خانگی هستند. (فقط در دو فصل اول استفاده شد)
3. تام و جری به عنوان کارآگاه در تولوکاویل با اداره یک آژانس کارآگاهی به نام «کارآگاهان گربه و موش» که با یک راوی تکمیل می‌شود، همکاری می‌کنند.

■جری در آزمایشگاه زندگی می‌کند با موش همدم که اسمش نپلون است که با تام که در کوچه است. (این سناریو در فصل۲ و ۳ استفاده نشده‌است)
■تام به عنوان آشپز در Downtown Abbey کار می‌کند. (این سناریو در فصل ۱ و ۲ استفاده نشده‌است)
■تام و جری در محیط ترانسیلوانیا ترسناک در پاربدی از ون هلزینگ زندگی می‌کند. (این سناریو در فصل۱ و فصل ۲ استفاده نشده‌است)

## شخصیت‌ها

### منو
▪تام_یک گربهٔ آبی رنگ است که موش را می‌گیرد.
▪جری_یک موش قهوه ای رنگ است که همیشه از دست تام فرار می‌کند.
▪اسپایک_یک سگ است که تام با آن اختلاف دارد.
▪تایک_یک سگ کوچولو و پسر اسپایک است.
▪ریک و جینجر_صاحب تام و اسپایک است. ریک صاحب اسپایک و جینجر صاحب تام است.
▪باچ_یک گربهٔ کوچه ای و سیاه رنگ است که در خیابان زندگی می‌کند. او معمولاً دوست یا دشمن تام است.
▪جوجه کوچولو_یک داکلینگ کوچک است که بهترین دوست جری است.
▪تافی_یک موش طوسی رنگ است که یک پوشک می‌پوشد و دخترعموی جری است.

### معکوس
▪هیلدی و بیتلی_دو جادوگر است که با تام و جری در خانه خالی از سکنه زندگی می‌کند.
▪نیوت_یک جادوگر تریتون نارنجی که از پچ چشم استفاده می‌کند. وی همچنین در خانهٔ جادوگری زندگی می‌کند.
▪نپلئون_یک موش طوسی رنگ است که دوست جری است و در آزمایشگاه علمی با دکتر بیگبی زندگی می‌کند.
▪همستر_یک همستر ناقلا است که با دکتر بیگبی در آزمایشگاه زندگی می‌کند.
▪دکتر بیگبی_یک دانشمند است که در آزمایشگ‌ها علمی کار می‌کند.
▪راوی_یک بلندگویی است که همهٔ داستان‌های کارگاه تام و جری را می‌گوید.
▪تودلز_زن سبک و جلف با کمان آبی بر سر او که دوست دختر تام است.

## صداپیشگان
دان براون_تام گربه
ساموئل وینکنت_جری موش
فرانک ولکر_ اسپایک، بچه اژدها، بچه خرس
ریک زیف_اسپایک، بارکلی سگ، اسکید، داچ، سانتا، مرد کامیونی، سنجاب، مرد۳، مدیر هتل
گریفین دی لیسین_خاکستری، زنجبیل، مالک وینستون، دران

## تولید
شبکه کارتون اعلام کرد که یک سری جدید که شامل ۲۶ قسمت است که حاوی ۵۲ شورت کوتاه ۱۱ دقیقه ای است، «نگاه، شخصیت‌های اصلی و حساسیت شورت‌های تئاتری اصلی را حفظ خواهد کرد.»
این سری توسط Warner Bros. Animation و Renegade Animation تولید شده‌است و Renegade با کارهای واقعی تولید تحت نظارت Darrell Van Citters و Ashley Postelwaite دست و پنجه نرم می‌کند. کارگردان این مجموعه تلویزیونی Darrell Van Citters است. نمایش تام و جری در اصل برای اولین بار در شبکه کارتون در سال ۲۰۱۳ در نظر گرفته شده بود، قبل از اینکه به ۹ آوریل ۲۰۱۴ برداشته شود. این دومین سری تلویزیونی تام و جری است که در نسبت عرضی ۱۶: ۹ و در اولین نمایش به در Adobe Flash متحول شود این دومین تکرار برای کارتهای کاریکاتور است که شبیه تئاتر و تولید تام و جری پنجم ساخته شده برای تلویزیون شبیه‌سازی شده‌است.